# Maria Henrique
Maria Cristina Henriques de Oliveira (Moçambique (colónia), 4 de Fevereiro de 1969) é uma actriz e encenadora portuguesa.
Conclui em 1991 o Curso de Teatro da Escola Superior de Teatro e Cinema de Lisboa, após o que é dirigida por Rui Mendes em Sonho de Uma Noite de Verão de William Shakespeare no Teatro da Malaposta. Desde aí salienta o seu trabalho no Teatro Aberto, em peças como O Marido vai à Caça de Georges Feydeau (encenação de Fernando Gomes), Ópera dos Três Vinténs de Brecht (encenação de João Lourenço) ou Coelho, Coelho de Celine Serreau (encenação de José Carretas). Passou ainda pelo Teatro da Comuna, dirigida por Marcantónio Del Carlo e Fernando Gomes, interpretando no Teatro Villaret Odeio Hamlet de Paul Rudnick, encenado por Diogo Infante ou Sétimo Céu de Caryl Curchill, com Fernanda Lapa, encenadora que também a dirigiu no Teatro Nacional D. Maria II em Uma Boca Cheia de Pássaros de Caryl Churchill e David Lanno, Como Aprendi a Conduzir e Desejos Brutais de Paula Voguel ou Gelsomina adptado de Federico Fellini no Teatro da Trindade. Dois Amores de Ray Cooney no Teatro Villaret com encenação de António Feio é a uma  sua interpretação em teatro.
| Ano  | Obra    |
| ---- | ------- |
| 2012 | Ah São! |

| Peça                                | Teatro                                                                 | Ano    |
| ----------------------------------- | ---------------------------------------------------------------------- | ------ |
| Sonho de Uma Noite de Verão         | Teatro da Malaposta                                                    | 1991   |
| Quem Muda a Fralda à Menina?        | Teatro Villaret                                                        | 1991   |
| O Marido Vai á Caça                 | Teatro Aberto                                                          | 1992   |
| Ópera de Três Vinténs               | Teatro Aberto                                                          | 1992   |
| Oh Jorge!                           | Teatro da Comuna                                                       | 1993   |
| Top Girls                           | Teatro Aberto                                                          | 1993   |
| Roberto Zucco                       | Teatro do Século                                                       | 1994   |
| O Valentão do Mundo Ocidental       | Teatro da Malaposta                                                    | 1994   |
| O Estranho Caso da Tia do Melro     | Teatro da Comuna                                                       | 1994   |
| Coelho,Coelho                       | Teatro Aberto                                                          | 1995   |
| Odeio Hamlet                        | Teatro Villaret                                                        | 1996   |
| Danças a Um Deus Pagão              | Teatro Maria Matos                                                     | 1996   |
| O Poder das Barbis                  | Teatro Maria Matos                                                     | 1997   |
| Sétimo Céu                          | Teatro Villaret                                                        | 1997   |
| Uma Boca Cheia de Pássaros          | Sala Garrett do Teatro Nacional D. Maria II                            | 1998   |
| Mulheres ao Poder                   | Teatro Maria Vitória                                                   | 1999   |
| Se Não For a Mãe da Frente          | Teatro Villaret                                                        | 2001   |
| Gelsomina                           | Teatro da Trindade                                                     | 2001-3 |
| Amélia                              | Teatro Maria Matos                                                     | 2001   |
| A Viagem de Pedro, o Afortunado     | Sala Garrett do Teatro Nacional D. Maria II                            | 2002   |
| O Pranto de Maria Parda             | Cine-Teatro Avenida em Castelo Branco                                  | 2002   |
| A Farsa de Inês Pereira             | Cine-Teatro Avenida em Castelo Branco                                  | 2002   |
| Novas Anatomias                     | Teatro Taborda                                                         | 2002   |
| A Hora do Gato                      |                                                                        | 2003   |
| Desejos Brutais                     | Teatro Nacional D. Maria II                                            | 2003   |
| Como Aprendi a Conduzir             | Sala Garrett do Teatro Nacional D. Maria II                            | 2004   |
| Confissões de Mulheres de 30        | Teatro Armando Cortez- Casa do Artista                                 | 2004   |
| 2 Amores                            | Teatro Villaret                                                        | 2006   |
| A Irmã Maria Explica                | Teatro da Estefânia,Teatro da Malaposta e no Auditório Orlando Ribeiro | 2012   |
| Toc Toc                             | Teatro Tivoli                                                          | 2013   |
| A Grande Estreia                    | Tournée pelo país                                                      | 2013/4 |
| 40 e ENTÃO                          | Teatro Tivoli e no Auditório dos Oceanos, Casino Lisboa                | 2014/5 |
| O Farrusco, o Telefone e Eu         | Centro Cultural da Malaposta                                           | 2014   |
| A Comédia Fantástica                | Teatro Politeama                                                       | 2017   |
| Luiza de Jesus                      | Teatro da Trindade                                                     | 2021   |
| Dry Martini                         | Teatro Armando Cortez                                                  | 2023   |
| Mentiras, Boleros e Vídeos Caseiros | Auditório Munipal Eunice Munoz                                         | 2023   |
| A Madrugada que Eu Esperava         | Teatro Maria Matos                                                     | 2023   |